# Burince (Gnjilane)
Pour les articles homonymes, voir Burince.
Burincë en albanais et Burince en serbe latin (en serbe cyrillique : Буринце) est une localité du Kosovo située dans la commune/municipalité de Gjilan/Gnjilane, district de Gjilan/Gnjilane (Kosovo) ou district de Kosovo. Selon le recensement kosovar de 2011, elle ne compte plus aucun habitants.

## Démographie

### Évolution historique de la population dans la localité
| 1948 | 1953 | 1961 | 1971 | 1981 | 1991 | 2011 |
| ---- | ---- | ---- | ---- | ---- | ---- | ---- |
| 123  | 130  | 163  | 193  | 81   | 96   | 0    |

|  |